# Петков, Димитр (композитор)
Дими́тр Хри́стов Петко́в (болг. Димитър Христов Петков; 4 мая 1919, Смолян, Болгария — 19 декабря 1997, София, Болгария) — болгарский композитор, дирижёр, музыковед и педагог. Народный артист НРБ.

## Биография
Окончив Софийский университет, стал дипломированным химиком, но по профессии не работал. В 1952 году окончил Государственную музыкальную академию в Софии у Веселина Стоянова (композиция) и Асена Димитрова (дирижирование), а в 1952—1954 годах совершенствовался в аспирантуре Московской консерватории под руководством Сергея Скребкова (полифония и теория музыки) и Арама Хачатуряна (композиция). В 1946—1952 — дирижёр Ансамбля Министерства внутренних дел Болгарии. В 1954—1978 годах (с перерывом в 1962—1975 годах) — директор Софийской народной оперы. В 1969—1972 годах — заместитель председателя Комитета по делам культуры и искусства. В 1972—1980 — председатель Союза болгарских композиторов. Писал музыку к спектаклям, кинофильмам и радиопостановкам. Автор песен, в том числе хоровых (всего около 1000), и обработок народных песен, в частности, записанных им в Родопах. В 1958—1960 годах преподавал полифонию в Болгарской консерватории. Член БКП с 1946 года.

## Сочинения
- опера «Умолкшие колокола» (1987, Варна)
- оперетта «Неспокойные сердца» / Неспокойни сърца (1975, София)
- оперетта «Кривой путь» / Крива пътека
- детские оперетты
- оратория «Рожен спускается с Родопов» / Рожен слиза от Родопа (1968)
- кантата «Сентябрьская легенда» / Септемврийска легенда (1953)
- кантата «Великому Октябрю» (1958)
- кантата «Первому космонавту» (1961)
- кантата «Реквием матросу» (1967)
- кантата Искры Октября / Искри от Октомври (1969)
- «Праздничная кантата» (1974)
- кантата «Любовь» / Обич (1977)
- «Кантата об Антонивановцах»[1] (1978)

## Награды
- 1969 — Димитровская премия
- 1974 — Народный артист НРБ
- 1979 — Герой Социалистического Труда
- 1979 — орден «Георгий Димитров»
- 1983 — орден «Красное Знамя» (НРБ)